# حزب جمهوری خواه بلوچ
حزب جمهوری خواه بلوچ (به اردو:بلوچ ریپبلکن پارٹی، به انگلیسی:Baloch Republican Party) (اختصاری BRP) حزب سیاسی ملی‌گرای بلوچ در بلوچستان پاکستان به ریاست براهمداغ خان بوگتی است.
براهمداغ خان بوگتی رهبر در سال ۲۰۰۸ از حزب عموی خود جمهوری وطن جدا شد و حزب جمهوری خواه بلوچ را تأسیس کرد.

## تأسیس BRP
سازمان یا حزب جمهوری خواه بلوچ در سال ۲۰۰۸ توسط بوگتی در کویته ایالت بلوچستان تشکیل شد.
برهمداغ خان بوگتی یا براهومداغ خان بوگتی (به اردو: براهمدغ خان بگتی، به بلوچی: براهُندگ هان بگتی) بنیان‌گذار و رهبر حزب جمهوری خواه بلوچ که در سال ۲۰۰۸ از حزب عموی خود جمهوری وطن جدا شد و این حزب را ایجاد کرد. پس از ایجاد BRP، دولت پاکستان لیستی از سازمان‌های ممنوعه را در ۲۴ اکتبر ۲۰۱۲ اعلام کرد که BRP یکی از آنها بود.